# Борщ Євген Григорович
Євген Григорович Борщ (2 січня 1929, Великомихайлівський район, тепер Одеської області — 14 березня 2005, місто Одеса) — радянський діяч, секретар Одеського обласного комітету КПУ, голова президії Одеської обласної ради професійних спілок, директор Одеського заводу «Імпульс». Академік Академії наук технологічної кібернетики України.

## Життєпис
Народився в селянській родині. Трудову діяльність розпочав у 1944 році учнем слюсаря машинно-тракторної станції (МТС), працював слюсарем, трактористом, шофером в Одеській області.
Закінчив технікум та Одеський інститут харчової і холодильної промисловості. Член КПРС.
З 1951 року — на керівній господарській та партійній роботі в Одеській області.
На 1966 рік — 2-й секретар Іллічівського районного комітету КПУ міста Одеси.
З 1971 до червня 1977 року — голова президії Одеської обласної ради професійних спілок.
7 червня 1977 — 3 січня 1984 року — секретар Одеського обласного комітету КПУ.
З 1984 року — директор Одеського заводу «Імпульс».
Потім — на пенсії в місті Одесі.
Помер 14 березня 2005 року, похований на Другому християнському кладовищі в Одесі.

## Нагороди
- орден Жовтневої Революції
- два ордени Трудового Червоного Прапора
- медалі
- Почесний громадянин міста Южного Одеської області